# Edward Philip Solomon
Sir Edward Phillip Solomon (1845-Johannesburgo, 20 de noviembre de 1914) fue un abogado y político sudafricano, que estuvo activo durante la existencia de la Colonia de Transvaal, de la cual llegó a ser Ministro de Obras Públicas, y de la Unión Sudafricana.

## Primeros años
Edward Solomon nació en 1845. Estudió Derecho y se estableció en Johannesburgo. Estuvo involucrado en política desde joven, identificándose con la causa de los "Uitlanders" (término utilizado para referirse a los ingleses residentes en las Repúblicas Bóeres); incluso, se convirtió en miembro destacado del Comité de la Reforma que patrocinó  la Jameson Raid en 1895, lo cual lo llevó a un breve período en la cárcel en Pretoria.
Solomon era miembro de una gran e influyente familia del Cabo, de ascendencia judía de Santa Elena. Los miembros de la familia Solomon estaban muy involucrados con la política de Sudáfrica, incluyendo, entre otros a: al político de la Colonia del Cabo, Saul Solomon, su tío, y a sus hermanos, el fiscal general Sir Richard Solomon y el futuro presidente del Tribunal Supremo de Justicia Sir William Henry Solomon; también se puede incluir a Bertha Solomon, esposa de un miembro de la familia, Charles Solomon.

## Carrera política
Se convirtió en el primer presidente de la Asociación de Gobierno Responsable de la Colonia de Transvaal, y en 1906 se convirtió en presidente de la Asociación Nacional de Transvaal, un partido político basado en el apoyo a la Unión Sudafricana, la equidad entre razas y la oposición a los trabajadores chinos en las minas.
Tras habérsele concedido a Transvaal el autogobierno mediante patente real del 6 de diciembre de 1906, a principios de 1907, Solomon fue elegido como miembro de la Asamblea Legislativa de Transvaal, en la primera elección celebrada el 20 de febrero de 1907, y en representación del distrito de Fordsburg.  Con su hermano Richard negociando exitosamente con el Partido Het Volk, dirigido por Luis Botha y Jan Smuts, para tener un gabinete de coalición a pesar de la mayoría absoluta del Het Volk en la Asamblea Legislativa, Solomon fue nombrado posteriormente como miembro del primer gabinete de Transvaal, por parte del primer ministro Luis Botha, en la cartera de Obras Públicas.
Tras la creación de la Unión Sudafricana, el 15 de noviembre de 1910, Solomon fue elegido como miembro del Senado de Sudáfrica.  Tras recibir el título de "El Honorable" de por vida, en los Honores de Año Nuevo de 1911, Salomón fue nombrado Caballero Comendador de la Orden de San Miguel y San Jorge (KCMG). Solomon murió a los 69 años en su residencia de Parktown, Johannesburgo, el 20 de noviembre de 1914.